# Amadurecimento (gênero)
Em estudos de gênero, uma história sobre amadurecimento (em inglês:  coming-of-age) é um gênero na literatura e cinema que enfatiza o crescimento do protagonista da juventude para a idade adulta ("maioridade").
Histórias de amadurecimento tendem a enfatizar o diálogo ou o monólogo interno sobre a ação e são muitas vezes criados no passado. Os temas das histórias são tipicamente de homens em suas adolescência.
Nos bildungsroman, um subgênero específico de "história de amadurecimento" especialmente proeminente na literatura, concentra-se no crescimento psicológico e moral do protagonista, e portanto a mudança de caráter é extremamente importante.